# Грег Семенза
 Грег Ленард Семенза (на английски: Gregg Leonard Semenza) е американски лекар.

## Биография
Роден е на 22 юли 1956 година в Ню Йорк. Получава бакалавърска степен от Харвардския университет, а след това защитава магистратура и докторат в Пенсилванския университет. След стаж по педиатрия в болницата на Университета „Дюк“ работи в Университета „Джонс Хопкинс“. Изследванията му са в областта на онкологията, при което открива индуцируемите от хипоксия фактори.
През 2019 година Семенза, заедно с Уилям Келин и Питър Ратклиф, получава Нобелова награда за физиология или медицина „за откритията им за начините, по които клетките усещат и се адаптират към наличието на кислород“.